# Intercity Bridge
Die Intercity Bridge, üblicherweise auch als Ford Parkway Bridge und 46th Street Bridge bezeichnet, ist eine aus Beton errichtete gedeckte Bogenbrücke in Minnesota, die den Mississippi River zwischen Minneapolis und St. Paul überspannt. Sie verbindet die 46. Straße im Minneapolis mit dem Ford Parkway in St. Paul. Die Brücke hat eine signifikante historische Bedeutung, weil sie eines der größten jemals in Minnesota errichteten Betonbrückenbauwerke ist. Sie wurde von Martin Sigvart Grytbak entworfen und 1925–1927 durch James O. Heyworth, Inc. erbaut. 1989 wurde sie in das National Register of Historic Places aufgenommen. Sie ist bemerkenswert, weil sie neben der Franklin Avenue Bridge, der Third Avenue Bridge, der Tenth Avenue Bridge und der Robert Street Bridge eine der monumentalen Betonrippen-Bogenbrücken ist, die die hohen Ufer des Flusses zwischen beiden Städten überspannen.
Die Brücke diente ursprünglich als Zubringer zu Fords Montagebetrieb in Minneapolis-St. Paul, sodass die Bewohner von Minneapolis das Werk leicht erreichen konnten. Man erwartete, dass durch die Maßnahme das Gebiet von Highland Park in St. Paul begehrt werden würde. Als Teil des geplanten Projektes erweiterte St. Paul die Edsel Avenue und benannte sie in Ford Parkway um. Das Brückenprojekt wurde durch ein Komitee aus Politikern und Ingenieuren aus Minneapolis und St. Paul festgelegt, dem Charles M. Babcock vorstand, Minnesotas erster Kommissar für die Highways. Die erwartete Entwicklung fand jedoch infolge der Weltwirtschaftskrise und wegen des Wachstums in Minneapolis nicht statt und es dauerte bis nach dem Zweiten Weltkrieg, bevor das gewünschte Wachstum in Highland Park eintrat.
1972–1973 wurde das Brückendeck erneuert und verbreitert; dies hatte jedoch keinen Einfluss auf die historische Bedeutung. 2004 wurde das Bauwerk von den Brückenbögen aufwärts neugebaut. Der Neubau erhielt 2006 einen Preis der Minnesota Society of Professional Engineers.

## Bilder

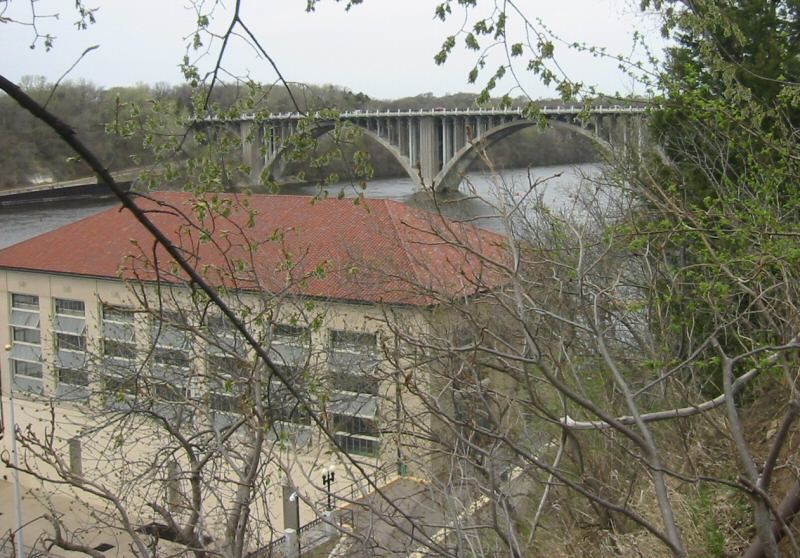
Ansicht von Süden, Generatorhaus des Ford-Staudammes im Vordergrund.
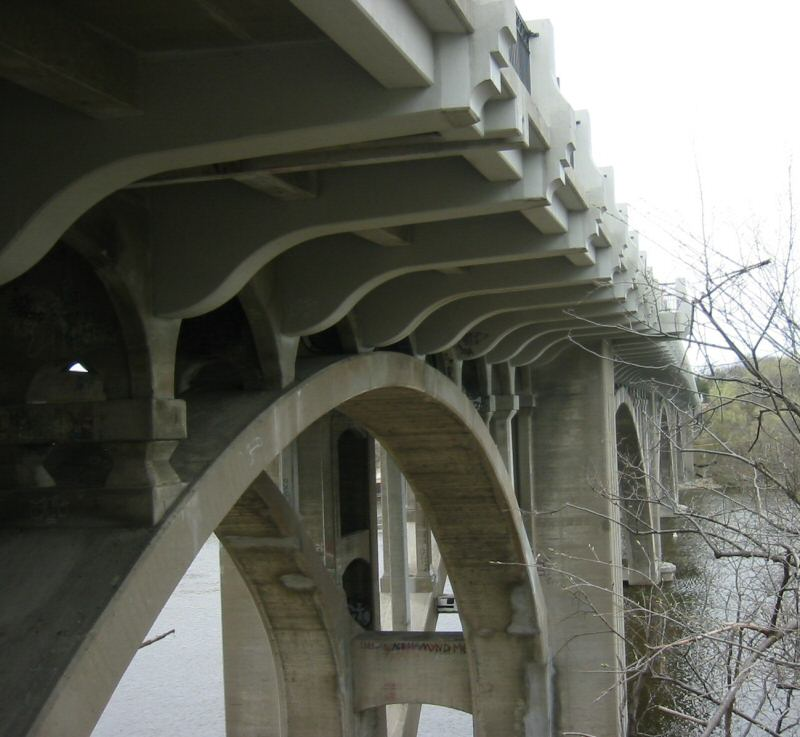
Unterhalb der Brücke, Blick von St. Paul westwärts.